# Festival du film de Cabourg 2020
Le Festival du film de Cabourg 2020, 34e édition du festival, s'est déroulé du 29 juin au 1er juillet 2020.

## Déroulement et faits marquants
Initialement annulé sous sa forme habituelle à cause de la pandémie de Covid-19, le festival se déroule finalement bien à Cabourg.

## Jury

### Compétition longs métrages
- Benoît Magimel (président du jury) : acteur
- Doria Tillier : actrice
- Isild Le Besco : actrice, scénariste et réalisatrice
- Issam Krimi : pianiste, compositeur
- Ahmed Hamidi : scénariste
- Aurélie Dupont : danseuse étoile, directrice de la danse du ballet de l'Opéra national de Paris

## Sélection

### Sélection officielle - en compétition longs métrages
- À l'abordage de Guillaume Brac  France
- Balloon de Pema Tseden  Chine
- Brooklyn Secret de Isabel Sandoval  États-Unis
- Eva en août de Jonás Trueba  Espagne
- Öndög de Wang Quan'an  Chine  Mongolie
- Goodbye (Hope Gap) de William Nicholson  Royaume-Uni
- Les Parfums de Grégory Magne  France
- Poissonsexe de Olivier Babinet  France  Belgique

### Ciné Swann
- De Gaulle de Gabriel Le Bomin  France
- Miss de Ruben Alves  France  Belgique
- Gloria Mundi de Robert Guédiguian  France
- Seules les bêtes de Dominik Moll  France
- Tu mérites un amour de Hafsia Herzi  France
- Un vrai bonhomme de Benjamin Parent  France
- Une fille facile de Rebecca Zlotowski  France

### Sélection Panorama - prix du public
- À cœur battant de Keren Ben Rafael  France  Israël
- Remember Me de Martin Rosete  États-Unis  France  Espagne
- The Singing Club de Peter Cattaneo  Royaume-Uni

## Palmarès

### Swann d'Or
- Meilleur film : Gloria Mundi de Robert Guédiguian
- Meilleure réalisation : Nicolas Bedos pour La Belle Époque
- Meilleure actrice : Chiara Mastroianni pour son rôle dans Chambre 212
- Meilleur acteur : Lambert Wilson pour son rôle dans De Gaulle
- Meilleur premier film : Tu mérites un amour de Hafsia Herzi
- Prix Gonzague Saint Bris du meilleur scénario adapté d'une œuvre littéraire : Seules les bêtes de Dominik Moll
- Révélation féminine : Luàna Bajrami pour son rôle dans Portrait de la jeune fille en feu
- Révélation masculine : Benjamin Voisin pour son rôle dans Un vrai bonhomme
- Prix de la jeunesse :
- Prix du public :

### Compétition longs métrages
- Meilleur film : À l'abordage de Guillaume Brac
- Mention spéciale : Balloon de Pema Tseden